# Takehisa Katō
Takehisa Katō (jap. 加藤武久 Katō Takehisa; * 8. Dezember 1941 in der Präfektur Akita) ist ein ehemaliger japanischer Radrennfahrer.

## Sportliche Laufbahn
Katō war Straßenradsportler. Er war Teilnehmer der Olympischen Sommerspiele 1964 in Tokio. Im Mannschaftszeitfahren wurde der japanische Straßenvierer mit Takehisa Katō, Masashi Ōmiya, Yoshio Shimura und Hirotsugu Fukuhara auf dem 19. Rang klassiert. Er besuchte eine Keirinschule in seiner Heimatstadt und fuhr einige Jahre professionelle Keirinrennen.